# Hans Fuglsang

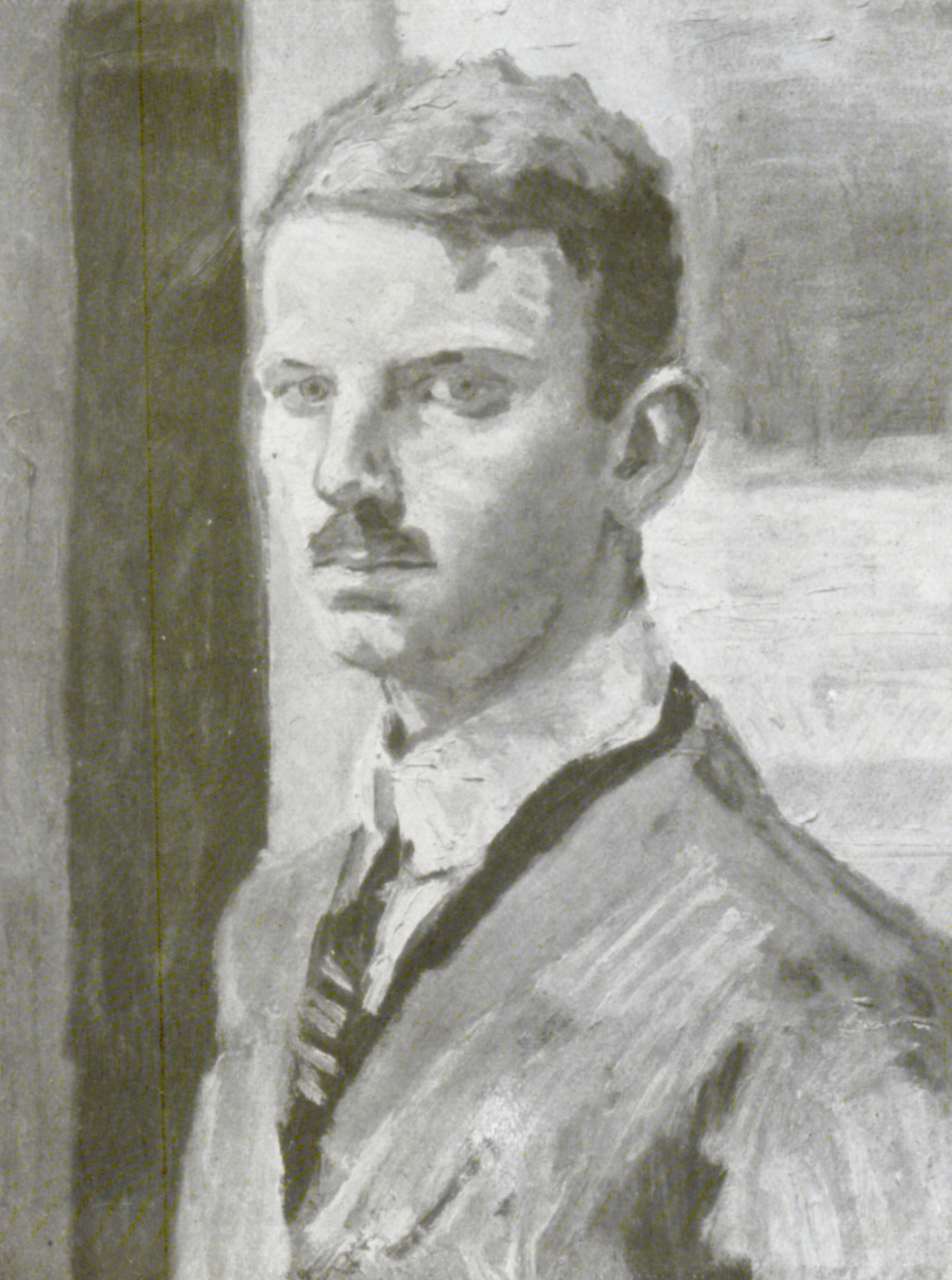
Hans Fuglsang: Selbstporträt

Hans Fuglsang (* 12. Januar 1889 in Hadersleben, Provinz Schleswig-Holstein; † 21. Juni 1917 bei Juniville) war ein deutsch-dänischer Maler und Radierer.

## Leben und Wirken
Hans Fuglsang war als Mitglied der Familie Fuglsang ein Sohn des Haderslebener Brauers Christian Fuglsang und dessen Ehefrau Maria, geborene Stoecker. Sein Bruder Fritz Fuglsang war ein bekannter Kunsthistoriker und Museumsdirektor.
Fuglsang besuchte das Gymnasium Johanneum in Hadersleben, das er mit der Obersekundareife verließ. Die Malerin Charlotte von Krogh und August Wilckens aus Dresden ermutigten ihn zu einem Besuch der privaten Kunstschule des Dresdener Künstlers Georg Erler. Hier lernte Fuglsang von Mai 1906 bis September 1917. Er reichte Arbeiten an der Münchener Kunstakademie ein und erhielt einen Platz, ohne eine Aufnahmeprüfung ablegen zu müssen.
Fuglsang lernte bis 1914 zumeist bei Hugo von Habermann in München. 1908, 1909 und 1912 sprach die Akademie eine „lobende Erwähnung“ aus. 1912 überließ die Akademie Fuglsang und dessen Freund Franz Klemmer ein eigenes Atelier. Während der Semesterferien lebte er größtenteils in Hadersleben und auf Fanö. Er unternahm zahlreiche Studien- und Ferienreisen: 1908 an den Gardasee, 1909, 1910 und 1913 nach Dresden, 1909 nach Venedig, im Folgejahr nach Sylt, 1913 nach Bayrischzell, 1914 nach Bozen und Nordfriesland. Im März 1915 zog er wieder nach Dresden.
Im Januar 1916 wurde Fuglsang zum Militärdienst eingezogen. Nach einer Ausbildung zum Kanonier kämpfte er im Frühjahr 1916 mit der Feldartillerie in Frankreich. Im Januar 1917 unternahm er letzte Urlaubsreisen nach Köln, Hadersleben und Dresden. Er fiel während des Krieges unverheiratet einige Monate später in der Champagne.

## Werke

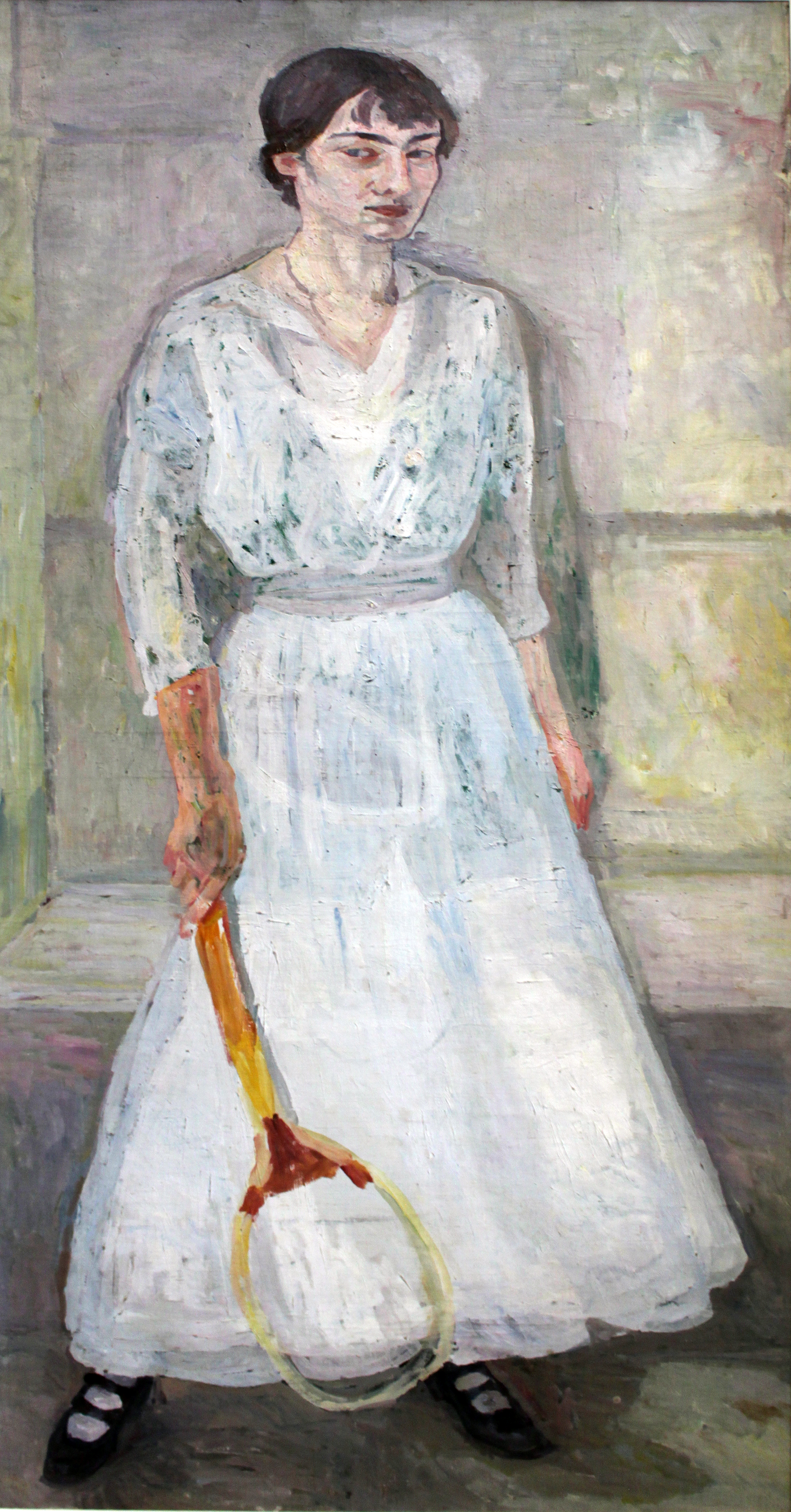
Fuglsangs Gemälde „Alexandra Lemnos“ aus dem Jahr 1915.

Ab 1909 malte Fuglsang im Stil des Spätimpressionismus von Max Slevogt oder Lovis Corinth. Bei diesen Ölgemälden handelte es sich um Porträts und Landschaften, die er zumeist in seiner Heimat erstellte. Ab 1913 bewegte er sich im Umfeld der Münchner Secession und näherte sich künstlerisch insbesondere Albert Weisgerber an.
1913 malte Fuglsang in Dresden „Pierrot“. Das Bild war 1914 bei einer Ausstellung der Secession zu sehen und brachte ihm erste Anerkennung ein. Fuglsang malte zumeist Figuren, dabei bevorzugt Tänzerinnen und Szenen aus Caféhäusern. Hinzu kamen einige Darstellungen von Friedhöfen, Landschaften und Porträts. Die Gemälde gestaltete er stimmungsvoll, teilweise tonig und farbintensiv im Stil des Impressionismus.
Fuglsang gestaltete darüber hinaus kombinierte Pinsel- und Federzeichnungen, die größtenteils Motive der antiken Mythologie zeigen. Dabei arbeitete er deutlich moderner und mit eigenständigerem Stil als bei seinen Ölgemälden. Basierend auf den Zeichnungen Hans von Marées’ gestaltete er ab 1910 Figuren und Landschaften im späten Jugendstil. Dabei kürzte er formelhaft und verwendete auch Stilelemente des Expressionismus. Nach Theaterbesuchen in Dresden schuf er im Winter 1914/15 die zyklischen zeichnerischen Darstellung der Penthesilea und der Salome. 1915 schuf er weitere zeichnerische Zyklen über „Passion“, „Fasching“ und „St. Severin“. Für den letzten Zyklus hatte er einen Auftrag der St.-Severin-Kirche von Alt-Hadersleben erhalten.
Als Fuglsang 1913 Dresden besuchte, versuchte er sich bei Georg Erler erstmals in Radierungen. Danach erstellte er erfolgreich weitere derartige Bilder, insbesondere Bildnisse und Akte. Zu Lebzeiten erhielt er nur eine Einzelausstellung im Mai 1916 in der Dresdner Kunsthalle Emil Richter.
Fuglsang galt als nervöse und zurückhaltende Person mit wechselnden gesundheitlichen Problemen, die sich jedoch auch für den Münchener Fasching begeistern konnte. Seine besten Ergebnisse erzielte er, wenn er rein phantastisch arbeitete. Dabei schuf er wilde Figuren ohne fest strukturierte Linien mit nervösen Strichen. Im Laufe der Zeit wandte er sich völlig vom Jugendstil ab und arbeitete mit einer eigenen Gebärdensprache. Anfangs bevorzuge er schönlinige Kurvaturen, klare Proportionen und harmonische Kompositionen. Später arbeitete er zunehmend expressionistisch.
Fuglsang hinterließ ungefähr 110 Gemälde und Ölstudien, ungefähr 350 Zeichnungen, circa 10 mitunter aufgelöste Skizzenbücher und rund 80 Radierungen, die zumeist in den Besitz der Familie übergingen. Sein Bruder Fritz verhalf dem Städtischen Museum Flensburg zu rund 100 Zeichnungen und 50 Abzügen von Radierungen. Weitere Bilder gingen an das Nissenhaus in Husum, die Kunsthalle zu Kiel und ein Museum in Hadersleben. 56 Radierungen befinden sich in der Kieler Kunsthalle.
Das Flensburger Museum widmete ihm 2017 eine Ausstellung.